# Termosonimetria
Termosonimetria (TS) – metoda analityczna polegająca na analizie dźwięków emitowanych przez badane substancje podczas kontrolowanych zmian temperatury. Badane mogą być substancje jako takie lub produkty ich reakcji.